# Giải quần vợt Wimbledon 2021
Giải quần vợt Wimbledon 2021 là một giải quần vợt Grand Slam diễn ra tại All England Lawn Tennis and Croquet Club ở Wimbledon, Luân Đôn, Vương quốc Liên hiệp Anh và Bắc Ireland. Novak Djokovic là đương kim vô địch nội dung đơn nam và bảo vệ thành công danh hiệu, đánh bại Matteo Berrettini trong trận chung kết. Simona Halep là đương kim vô địch nội dung đơn nữ, nhưng cô rút lui trước khi giải đấu bắt đầu do chấn thương bắp chân. Ashleigh Barty là nhà vô địch nội dung đơn nữ, đánh bại Karolína Plíšková trong trận chung kết.
Sau khi giải đấu năm 2020 bị hủy vì đại dịch COVID-19, giải đấu bắt đầu vào Thứ Hai ngày 28 tháng 6 năm 2021 và kết thúc vào Chủ Nhật ngày 11 tháng 7 năm 2021. Đây là lần thứ 134 giải đấu được tổ chức, lần thứ 127 của nội dung đơn nữ, lần thứ 53 trong Kỷ nguyên Mở và là giải Grand Slam thứ 3 trong năm. Giải đấu thi đấu trên mặt sân cỏ và là một phần của ATP Tour, WTA Tour, ITF Junior Circuit và Uniqlo Tour. Giải đấu được tổ chức bởi All England Lawn Tennis Club và Liên đoàn Quần vợt Quốc tế.

## Giải đấu

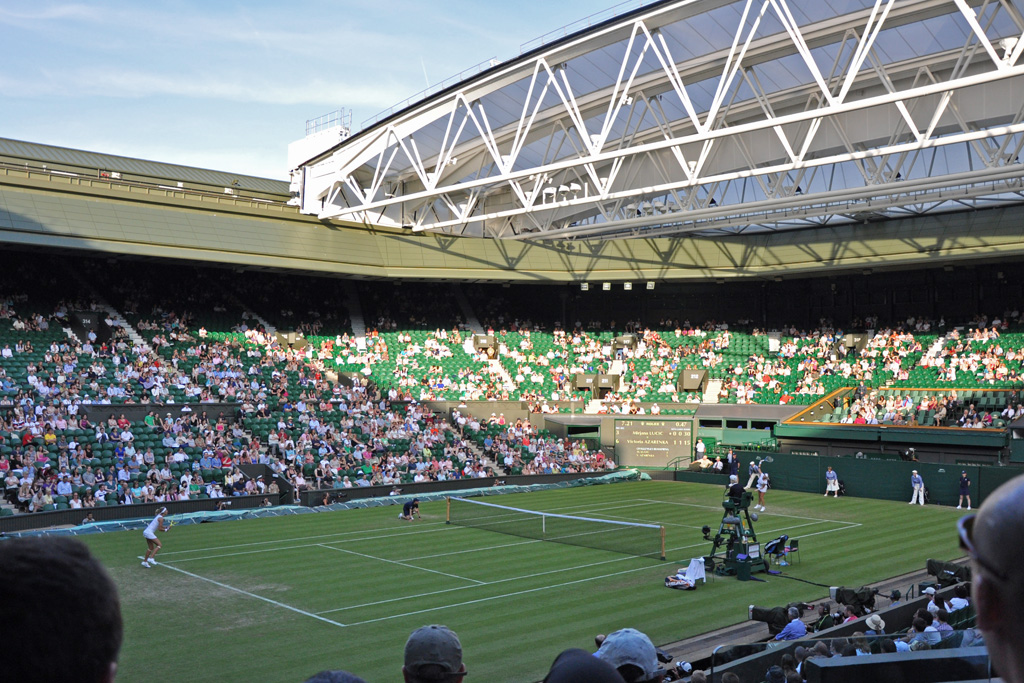
Sân Trung tâm là nơi diễn ra trận chung kết.

Giải quần vợt Wimbledon 2021 là lần thứ 134 giải đấu được tổ chức và diễn ra tại All England Lawn Tennis and Croquet Club ở Luân Đôn. Giải đấu ban đầu có 50% khán giả, trước khi tăng số lượng đông đủ vào tuần thứ 2. Khán giả được yêu cầu xét nghiệm âm tính với COVID-19 trong vòng 48 giờ trước khi tham dự hoặc được tiêm chủng đầy đủ.
Giải đấu được điều hành bởi Liên đoàn Quần vợt Quốc tế (ITF) và là một phần của lịch thi đấu ATP Tour 2021 và WTA Tour 2021 dưới thể loại Grand Slam. Giải đấu bao gồm các nội dung nam (đơn và đôi), nữ (đơn và đôi), đôi nam nữ, nam trẻ (dưới 18 tuổi – đơn và đôi) và nữ trẻ (dưới 18 tuổi – đơn và đôi), cũng là một phần ở thể loại Hạng A của giải đấu cho các vận động viên dưới 18 tuổi, và nội dung đơn & đôi cho các vận động viên quần vợt xe lăn là một phần của Uniqlo Tour dưới thể loại Grand Slam.
Giải đấu được thi đấu trên mặt sân cỏ; các trận đấu vòng đấu chính diễn ra tại All England Lawn Tennis and Croquet Club, Wimbledon. Các trận đấu vòng loại diễn ra từ Thứ Hai ngày 21 tháng 6 đến Thứ Sáu ngày 25 tháng 6 năm 2021, tại Bank of England Sports Ground, Roehampton. Tennis Sub-Committee họp để quyết định các tay vợt được đặc cách vào ngày 14 tháng 6.
Hạt giống nam được sử dụng từ năm 2002 sẽ không còn được sử dụng. Thay vào đó, hạt giống sẽ dựa trên Bảng xếp hạng ATP.
Nội dung đôi khách mời không được tổ chức ở giải đấu.

## Tóm tắt kết quả
Đơn nam
| Nhà vô địch                  | Nhà vô địch                    | Á quân                     | Á quân                           |
| ---------------------------- | ------------------------------ | -------------------------- | -------------------------------- |
| Novak Djokovic [1]           | Novak Djokovic [1]             | Matteo Berrettini [7]      | Matteo Berrettini [7]            |
| Thua bán kết                 |                                |                            |                                  |
| Denis Shapovalov [10]        | Denis Shapovalov [10]          | Hubert Hurkacz [14]        | Hubert Hurkacz [14]              |
| Thua tứ kết                  |                                |                            |                                  |
| Márton Fucsovics             | Karen Khachanov [25]           | Félix Auger-Aliassime [16] | Roger Federer [6]                |
| Thua vòng 4                  |                                |                            |                                  |
| Cristian Garín [17]          | Andrey Rublev [5]              | Sebastian Korda            | Roberto Bautista Agut [8]        |
| Ilya Ivashka                 | Alexander Zverev [4]           | Lorenzo Sonego [23]        | Daniil Medvedev [2]              |
| Thua vòng 3                  |                                |                            |                                  |
| Denis Kudla (Q)              | Pedro Martínez                 | Diego Schwartzman [9]      | Fabio Fognini [26]               |
| Frances Tiafoe               | Dan Evans [22]                 | Andy Murray (WC)           | Dominik Koepfer                  |
| Aljaž Bedene                 | Jordan Thompson                | Nick Kyrgios               | Taylor Fritz [31]                |
| Cameron Norrie [29]          | James Duckworth                | Alexander Bublik           | Marin Čilić [32]                 |
| Thua vòng 2                  |                                |                            |                                  |
| Kevin Anderson               | Andreas Seppi                  | Marc Polmans (Q)           | Gaël Monfils [13]                |
| Liam Broady (WC)             | Jiří Veselý                    | Laslo Đere                 | Lloyd Harris                     |
| Vasek Pospisil               | Egor Gerasimov                 | Dušan Lajović              | Antoine Hoang (Q)                |
| Pablo Andújar                | Oscar Otte (Q)                 | Kwon Soon-woo              | Miomir Kecmanović                |
| Botic van de Zandschulp (LL) | Yoshihito Nishioka             | Jérémy Chardy              | Kei Nishikori                    |
| Mikael Ymer                  | Gianluca Mager                 | Steve Johnson              | Tennys Sandgren                  |
| Richard Gasquet              | Alex Bolt (WC)                 | Daniel Elahi Galán         | Sam Querrey                      |
| Marcos Giron                 | Grigor Dimitrov [18]           | Benjamin Bonzi (Q)         | Carlos Alcaraz (WC)              |
| Thua vòng 1                  |                                |                            |                                  |
| Jack Draper (WC)             | Marcelo Tomás Barrios Vera (Q) | João Sousa                 | Alejandro Davidovich Fokina [30] |
| Bernabé Zapata Miralles (Q)  | Lu Yen-hsun (PR)               | Stefano Travaglia          | Christopher O'Connell (Q)        |
| Benoît Paire                 | Marco Cecchinato               | Yannick Hanfmann           | Jannik Sinner [19]               |
| Albert Ramos Viñolas         | Pablo Cuevas                   | Ričardas Berankis          | Federico Delbonis                |
| Stefanos Tsitsipas [3]       | Roberto Carballés Baena        | Jay Clarke (WC)            | Mackenzie McDonald (Q)           |
| Feliciano López              | Gilles Simon                   | Zhang Zhizhen (Q)          | Alex de Minaur [15]              |
| Philipp Kohlschreiber (PR)   | Pierre-Hugues Herbert          | Arthur Rinderknech (Q)     | Nikoloz Basilashvili [24]        |
| Reilly Opelka [27]           | Daniel Masur (Q)               | Facundo Bagnis             | John Millman                     |
| Guido Pella                  | Grégoire Barrère (Q)           | Corentin Moutet            | John Isner [28]                  |
| Aslan Karatsev [20]          | Jaume Munar                    | Alexei Popyrin             | Casper Ruud [12]                 |
| Thiago Monteiro              | Jo-Wilfried Tsonga             | Juan Ignacio Londero       | Ugo Humbert [21]                 |
| Brandon Nakashima (Q)        | Dennis Novak                   | Norbert Gombos             | Tallon Griekspoor (Q)            |
| Adrian Mannarino             | Yūichi Sugita                  | Filip Krajinović           | Lucas Pouille                    |
| Pedro Sousa                  | Federico Coria                 | Radu Albot                 | Pablo Carreño Busta [11]         |
| Lorenzo Musetti              | Emil Ruusuvuori                | Mikhail Kukushkin          | Fernando Verdasco                |
| Salvatore Caruso             | Marco Trungelliti (Q)          | Yasutaka Uchiyama (LL)     | Jan-Lennard Struff               |

Đơn nữ
| Nhà vô địch               | Nhà vô địch                   | Á quân                     | Á quân                          |
| ------------------------- | ----------------------------- | -------------------------- | ------------------------------- |
| Ashleigh Barty [1]        | Ashleigh Barty [1]            | Karolína Plíšková [8]      | Karolína Plíšková [8]           |
| Thua bán kết              |                               |                            |                                 |
| Angelique Kerber [25]     | Angelique Kerber [25]         | Aryna Sabalenka [2]        | Aryna Sabalenka [2]             |
| Thua tứ kết               |                               |                            |                                 |
| Ajla Tomljanović          | Karolína Muchová [19]         | Viktorija Golubic          | Ons Jabeur [21]                 |
| Thua vòng 4               |                               |                            |                                 |
| Barbora Krejčíková [14]   | Emma Raducanu (WC)            | Paula Badosa [30]          | Coco Gauff [20]                 |
| Liudmila Samsonova (WC)   | Madison Keys [23]             | Iga Świątek [7]            | Elena Rybakina [18]             |
| Thua vòng 3               |                               |                            |                                 |
| Kateřina Siniaková        | Anastasija Sevastova          | Sorana Cîrstea             | Jeļena Ostapenko                |
| Magda Linette             | Anastasia Pavlyuchenkova [16] | Kaja Juvan                 | Aliaksandra Sasnovich           |
| Tereza Martincová         | Sloane Stephens               | Elise Mertens [13]         | Madison Brengle                 |
| Irina-Camelia Begu        | Garbiñe Muguruza [11]         | Shelby Rogers              | María Camila Osorio Serrano (Q) |
| Thua vòng 2               |                               |                            |                                 |
| Anna Blinkova             | CoCo Vandeweghe (PR)          | Marta Kostyuk              | Andrea Petkovic (PR)            |
| Victoria Azarenka [12]    | Markéta Vondroušová           | Daria Kasatkina [31]       | Alizé Cornet                    |
| Elina Svitolina [3]       | Yulia Putintseva              | Camila Giorgi              | Kristýna Plíšková               |
| Clara Burel (Q)           | Elena Vesnina (PR)            | Sara Sorribes Tormo        | Nao Hibino                      |
| Donna Vekić               | Nadia Podoroska               | Jessica Pegula [22]        | Kristie Ahn (LL)                |
| Zhu Lin                   | Lauren Davis                  | Danielle Collins           | Sofia Kenin [4]                 |
| Vera Zvonareva            | Petra Martić [26]             | Venus Williams             | Lesley Pattinama Kerkhove (Q)   |
| Maria Sakkari [15]        | Claire Liu (Q)                | Ekaterina Alexandrova [32] | Katie Boulter (WC)              |
| Thua vòng 1               |                               |                            |                                 |
| Carla Suárez Navarro (PR) | Tímea Babos                   | Olga Govortsova (Q)        | Wang Yafan (LL)                 |
| Kiki Bertens [17]         | Zarina Diyas                  | Jasmine Paolini            | Clara Tauson                    |
| Kateryna Kozlova (PR)     | Samantha Murray Sharan (WC)   | Vitalia Diatchenko (Q)     | Anett Kontaveit [24]            |
| Patricia Maria Țig        | Leylah Annie Fernandez        | Greet Minnen (Q)           | Bianca Andreescu [5]            |
| Alison Van Uytvanck       | Amanda Anisimova              | Tsvetana Pironkova (LL)    | Aliona Bolsova                  |
| Zhang Shuai               | Jil Teichmann                 | Astra Sharma (LL)          | Ana Bogdan                      |
| Belinda Bencic [9]        | Ellen Perez (Q)               | Martina Trevisan           | Francesca Jones (WC)            |
| Nina Stojanović           | Ana Konjuh (Q)                | Bernarda Pera              | Serena Williams [6]             |
| Tamara Zidanšek           | Anastasia Potapova            | Ann Li                     | Alison Riske [28]               |
| Caroline Garcia           | Kaia Kanepi                   | Heather Watson             | Petra Kvitová [10]              |
| Harriet Dart (WC)         | Mona Barthel (PR)             | Jodie Burrage (WC)         | Katie Swan (Q)                  |
| Veronika Kudermetova [29] | Polona Hercog                 | Christina McHale           | Wang Xinyu (Q)                  |
| Hsieh Su-wei              | Marie Bouzková                | Katie Volynets (Q)         | Varvara Gracheva                |
| Rebecca Peterson          | Mihaela Buzărnescu (PR)       | Svetlana Kuznetsova        | Fiona Ferro                     |
| Arantxa Rus               | Samantha Stosur (PR)          | Misaki Doi                 | Kristina Mladenovic             |
| Laura Siegemund           | Anna Kalinskaya (Q)           | Danielle Lao (Q)           | Monica Niculescu (Q)            |

## Tóm tắt từng ngày

### Ngày 1 (28 tháng 6)
- Hạt giống bị loại:
  - Đơn nam:  Stefanos Tsitsipas [3],  Jannik Sinner [19],  Nikoloz Basilashvili [24],  Reilly Opelka [27],  Alejandro Davidovich Fokina [30]
  - Đơn nữ:  Petra Kvitová [10],  Veronika Kudermetova [29]
- Lịch thi đấu

| Trận đấu trên Sân chính     | Trận đấu trên Sân chính                             | Trận đấu trên Sân chính                             | Trận đấu trên Sân chính     |
| Trận đấu trên Sân Trung tâm | Trận đấu trên Sân Trung tâm                         | Trận đấu trên Sân Trung tâm                         | Trận đấu trên Sân Trung tâm |
| Sự kiện                     | Người thắng trận                                    | Người thua cuộc                                     | Tỷ số                       |
| --------------------------- | --------------------------------------------------- | --------------------------------------------------- | --------------------------- |
| Vòng 1 đơn nam              | Novak Djokovic [1]                                  | Jack Draper [WC]                                    | 4–6, 6–1, 6–2, 6–2          |
| Vòng 1 đơn nữ               | Sloane Stephens                                     | Petra Kvitová [10]                                  | 6–3, 6–4                    |
| Vòng 1 đơn nam              | Andy Murray [WC]                                    | Nikoloz Basilashvili [24]                           | 6–4, 6–3, 5–7, 6–3          |
| Trận đấu trên Sân Số 1      |                                                     |                                                     |                             |
| Sự kiện                     | Người thắng trận                                    | Người thua cuộc                                     | Tỷ số                       |
| Vòng 1 đơn nữ               | Aryna Sabalenka [2]                                 | Monica Niculescu [Q]                                | 6–1, 6–4                    |
| Vòng 1 đơn nam              | Frances Tiafoe                                      | Stefanos Tsitsipas [3]                              | 6–4, 6–4, 6–3               |
| Vòng 1 đơn nữ               | Iga Świątek [7]                                     | Hsieh Su-wei                                        | 6–4, 6–4                    |
| Vòng 1 đơn nữ               | Kristie Ahn [LL]                                    | Heather Watson                                      | 2–6, 7–6(7–3), 8–6          |
| Trận đấu trên Sân Số 2      |                                                     |                                                     |                             |
| Sự kiện                     | Người thắng trận                                    | Người thua cuộc                                     | Tỷ số                       |
| Vòng 1 đơn nữ               | Garbiñe Muguruza [11]                               | Fiona Ferro                                         | 6–0, 6–1                    |
| Vòng 1 đơn nam              | Andrey Rublev [5]                                   | Federico Delbonis                                   | 4–6, 6–4, 6–1, 6–2          |
| Vòng 1 đơn nam              | Diego Schwartzman [9] vs Benoît Paire               | Diego Schwartzman [9] vs Benoît Paire               | 6–3, 6–4, hoãn              |
| Vòng 1 đơn nam              | Daniel Evans [22] vs Feliciano López                | Daniel Evans [22] vs Feliciano López                | Hoãn                        |
| Vòng 1 đơn nữ               | Mihaela Buzărnescu [PR] vs Venus Williams           | Mihaela Buzărnescu [PR] vs Venus Williams           | Hoãn                        |
| Trận đấu trên Sân Số 3      |                                                     |                                                     |                             |
| Sự kiện                     | Người thắng trận                                    | Người thua cuộc                                     | Tỷ số                       |
| Vòng 1 đơn nữ               | Madison Keys [23]                                   | Katie Swan [Q]                                      | 6–3, 6–4                    |
| Vòng 1 đơn nữ               | Sofia Kenin [4]                                     | Wang Xinyu [Q]                                      | 6–4, 6–2                    |
| Vòng 1 đơn nam              | Liam Broady [WC]                                    | Marco Cecchinato                                    | 6–3, 6–4, 6–0               |
| Vòng 1 đơn nam              | Denis Shapovalov [10] vs Philipp Kohlschreiber [PR] | Denis Shapovalov [10] vs Philipp Kohlschreiber [PR] | Hoãn                        |

### Ngày 2 (29 tháng 6)
- Hạt giống bị loại:
  - Đơn nam:  Alex de Minaur [15]
  - Đơn nữ:  Serena Williams [6],  Kiki Bertens [17],  Alison Riske [28]
- Lịch thi đấu

| Trận đấu trên Sân chính     | Trận đấu trên Sân chính                       | Trận đấu trên Sân chính                       | Trận đấu trên Sân chính          |
| Trận đấu trên Sân Trung tâm | Trận đấu trên Sân Trung tâm                   | Trận đấu trên Sân Trung tâm                   | Trận đấu trên Sân Trung tâm      |
| Sự kiện                     | Người thắng trận                              | Người thua cuộc                               | Tỷ số                            |
| --------------------------- | --------------------------------------------- | --------------------------------------------- | -------------------------------- |
| Vòng 1 đơn nữ               | Ashleigh Barty [1]                            | Carla Suárez Navarro [PR]                     | 6–1, 6–7(1–7), 6–1               |
| Vòng 1 đơn nam              | Roger Federer [6]                             | Adrian Mannarino                              | 6–4, 6–7(3–7), 3–6, 6–2, bỏ cuộc |
| Vòng 1 đơn nữ               | Aliaksandra Sasnovich                         | Serena Williams [6]                           | 3–3, bỏ cuộc                     |
| Trận đấu trên Sân Số 1      |                                               |                                               |                                  |
| Sự kiện                     | Người thắng trận                              | Người thua cuộc                               | Tỷ số                            |
| Vòng 1 đơn nam              | Alexander Zverev [4]                          | Tallon Griekspoor [Q]                         | 6–3, 6–4, 6–1                    |
| Vòng 1 đơn nữ               | Angelique Kerber [25]                         | Nina Stojanović                               | 6–4, 6–3                         |
| Vòng 1 đơn nam              | Daniil Medvedev [2]                           | Jan-Lennard Struff                            | 6–4, 6–1, 4–6, 7–6(7–3)          |
| Vòng 1 đơn nam              | Nick Kyrgios vs Ugo Humbert [21]              | Nick Kyrgios vs Ugo Humbert [21]              | 6–3, 4–6, 3–6, 6–1, 3–3, hoãn    |
| Trận đấu trên Sân Số 2      |                                               |                                               |                                  |
| Sự kiện                     | Người thắng trận                              | Người thua cuộc                               | Tỷ số                            |
| Vòng 1 đơn nam              | Daniel Evans [22]                             | Feliciano López                               | 7–6(7–4), 6–2, 7–5               |
| Vòng 1 đơn nam              | Diego Schwartzman [9]                         | Benoît Paire                                  | 6–3, 6–4, 6–0                    |
| Vòng 1 đơn nữ               | Coco Gauff [20]                               | Francesca Jones [WC]                          | 7–5, 6–4                         |
| Vòng 1 đơn nam              | Lucas Pouille vs Cameron Norrie [29]          | Lucas Pouille vs Cameron Norrie [29]          | 7–6(8–6), hoãn                   |
| Vòng 1 đơn nữ               | Alizé Cornet vs Bianca Andreescu [5]          | Alizé Cornet vs Bianca Andreescu [5]          | Hoãn                             |
| Trận đấu trên Sân Số 3      |                                               |                                               |                                  |
| Sự kiện                     | Người thắng trận                              | Người thua cuộc                               | Tỷ số                            |
| Vòng 1 đơn nữ               | Venus Williams                                | Mihaela Buzărnescu [PR]                       | 7–5, 4–6, 6–3                    |
| Vòng 1 đơn nữ               | Barbora Krejčíková [14]                       | Clara Tauson                                  | 6–3, 6–2                         |
| Vòng 1 đơn nam              | Fernando Verdasco vs Grigor Dimitrov [18]     | Fernando Verdasco vs Grigor Dimitrov [18]     | Hoãn                             |
| Vòng 1 đơn nam              | Félix Auger-Aliassime [16] vs Thiago Monteiro | Félix Auger-Aliassime [16] vs Thiago Monteiro | Hoãn                             |

### Ngày 3 (30 tháng 6)
- Hạt giống bị loại:
  - Đơn nam:  Pablo Carreño Busta [11],  Casper Ruud [12],  Aslan Karatsev [20],  Ugo Humbert [21],  John Isner [28]
  - Đơn nữ:  Sofia Kenin [4],  Bianca Andreescu [5],  Belinda Bencic [9],  Jessica Pegula [22],  Anett Kontaveit [24],  Petra Martić [26],  Ekaterina Alexandrova [32]
- Lịch thi đấu

| Trận đấu trên Sân chính     | Trận đấu trên Sân chính     | Trận đấu trên Sân chính       | Trận đấu trên Sân chính     |
| Trận đấu trên Sân Trung tâm | Trận đấu trên Sân Trung tâm | Trận đấu trên Sân Trung tâm   | Trận đấu trên Sân Trung tâm |
| Sự kiện                     | Người thắng trận            | Người thua cuộc               | Tỷ số                       |
| --------------------------- | --------------------------- | ----------------------------- | --------------------------- |
| Vòng 2 đơn nam              | Novak Djokovic [1]          | Kevin Anderson                | 6–3, 6–3, 6–3               |
| Vòng 2 đơn nữ               | Aryna Sabalenka [2]         | Katie Boulter [WC]            | 4–6, 6–3, 6–3               |
| Vòng 2 đơn nam              | Andy Murray [WC]            | Oscar Otte [Q]                | 6–3, 4–6, 4–6, 6–4, 6–2     |
| Trận đấu trên Sân Số 1      |                             |                               |                             |
| Sự kiện                     | Người thắng trận            | Người thua cuộc               | Tỷ số                       |
| Vòng 1 đơn nữ               | Elina Svitolina [3]         | Alison Van Uytvanck           | 6–3, 2–6, 6–3               |
| Vòng 1 đơn nam              | Nick Kyrgios                | Ugo Humbert [21]              | 6–3, 4–6, 3–6, 6–1, 9–7     |
| Vòng 2 đơn nam              | Dan Evans [22]              | Dušan Lajović                 | 6–3, 6–3, 6–4               |
| Vòng 2 đơn nữ               | Ons Jabeur [21]             | Venus Williams                | 7–5, 6–0                    |
| Trận đấu trên Sân Số 2      |                             |                               |                             |
| Sự kiện                     | Người thắng trận            | Người thua cuộc               | Tỷ số                       |
| Vòng 1 đơn nữ               | Alizé Cornet                | Bianca Andreescu [5]          | 6–2, 6–1                    |
| Vòng 1 đơn nam              | Cameron Norrie [29]         | Lucas Pouille                 | 6–7(6–8), 7–5, 6–2, 7–5     |
| Vòng 1 đơn nam              | Félix Auger-Aliassime [16]  | Thiago Monteiro               | 6–3, 6–3, 6–3               |
| Vòng 2 đơn nữ               | Iga Świątek [7]             | Vera Zvonareva                | 6–1, 6–3                    |
| Vòng 2 đơn nữ               | Madison Brengle             | Sofia Kenin [4]               | 6–2, 6–4                    |
| Trận đấu trên Sân Số 3      |                             |                               |                             |
| Sự kiện                     | Người thắng trận            | Người thua cuộc               | Tỷ số                       |
| Vòng 1 đơn nam              | Matteo Berrettini [7]       | Guido Pella                   | 6–4, 3–6, 6–4, 6–0          |
| Vòng 1 đơn nam              | Grigor Dimitrov [18]        | Fernando Verdasco             | 3–6, 6–3, 6–4, 6–4          |
| Vòng 1 đơn nữ               | Kaja Juvan                  | Belinda Bencic [9]            | 6–3, 6–3                    |
| Vòng 2 đơn nữ               | Garbiñe Muguruza [11]       | Lesley Pattinama Kerkhove [Q] | 6–1, 6–4                    |
| Vòng 2 đơn nữ               | Sloane Stephens             | Kristie Ahn [LL]              | 7–5, 6–3                    |

### Ngày 4 (1 tháng 7)
- Hạt giống bị loại:
  - Đơn nam:  Gaël Monfils [13],  Grigor Dimitrov [18]
  - Đơn nữ:  Elina Svitolina [3],  Victoria Azarenka [12],  Maria Sakkari [15],  Daria Kasatkina [31]
  - Đôi nam:  Tim Pütz /  Michael Venus [12],  Sander Gillé /  Joran Vliegen [13]
  - Đôi nữ:  Tímea Babos /  Kristina Mladenovic [2],  Alexa Guarachi /  Desirae Krawczyk [6],  Hayley Carter /  Luisa Stefani [8],  Darija Jurak /  Andreja Klepač [10]
- Lịch thi đấu

| Trận đấu trên Sân chính     | Trận đấu trên Sân chính     | Trận đấu trên Sân chính      | Trận đấu trên Sân chính     |
| Trận đấu trên Sân Trung tâm | Trận đấu trên Sân Trung tâm | Trận đấu trên Sân Trung tâm  | Trận đấu trên Sân Trung tâm |
| Sự kiện                     | Người thắng trận            | Người thua cuộc              | Tỷ số                       |
| --------------------------- | --------------------------- | ---------------------------- | --------------------------- |
| Vòng 2 đơn nữ               | Ashleigh Barty [1]          | Anna Blinkova                | 6–4, 6–3                    |
| Vòng 2 đơn nữ               | Coco Gauff [20]             | Elena Vesnina [PR]           | 6–4, 6–3                    |
| Vòng 2 đơn nam              | Roger Federer [6]           | Richard Gasquet              | 7–6(7–1), 6–1, 6–4          |
| Trận đấu trên Sân Số 1      |                             |                              |                             |
| Sự kiện                     | Người thắng trận            | Người thua cuộc              | Tỷ số                       |
| Vòng 2 đơn nam              | Cameron Norrie [29]         | Alex Bolt [WC]               | 6–3, 6–1, 6–2               |
| Vòng 2 đơn nam              | Daniil Medvedev [2]         | Carlos Alcaraz [WC]          | 6–4, 6–1, 6–2               |
| Vòng 2 đơn nữ               | Sorana Cîrstea              | Victoria Azarenka [12]       | 7–6(7–5), 3–6, 6–4          |
| Trận đấu trên Sân Số 2      |                             |                              |                             |
| Sự kiện                     | Người thắng trận            | Người thua cuộc              | Tỷ số                       |
| Vòng 2 đơn nam              | Alexander Zverev [4]        | Tennys Sandgren              | 7–5, 6–2, 6–3               |
| Vòng 2 đơn nữ               | Magda Linette               | Elina Svitolina [3]          | 6–3, 6–4                    |
| Vòng 2 đơn nữ               | Angelique Kerber [25]       | Sara Sorribes Tormo          | 7–5, 5–7, 6–4               |
| Vòng 2 đơn nam              | Felix Auger-Aliassime [16]  | Mikael Ymer                  | 6–4, 4–6, 7-6(7–4), 6–1     |
| Trận đấu trên Sân Số 3      |                             |                              |                             |
| Sự kiện                     | Người thắng trận            | Người thua cuộc              | Tỷ số                       |
| Vòng 2 đơn nữ               | Barbora Krejčíková [14]     | Andrea Petkovic [PR]         | 7–5, 6–4                    |
| Vòng 2 đơn nam              | Matteo Berrettini [7]       | Botic van de Zandschulp [LL] | 6–3, 6–4, 7–6(7–4)          |
| Vòng 2 đơn nữ               | Jeļena Ostapenko            | Daria Kasatkina [31]         | 6–1, 3–6, 8–6               |
| Vòng 2 đơn nam              | Nick Kyrgios                | Gianluca Mager               | 7–6(9–7), 6–4, 6–4          |

### Ngày 5 (2 tháng 7)
- Hạt giống bị loại:
  - Đơn nam:  Diego Schwartzman [9],  Dan Evans [22],  Fabio Fognini [26]
  - Đơn nữ:  Garbiñe Muguruza [11],  Elise Mertens [13]
  - Đôi nam:  Kevin Krawietz /  Horia Tecău [9]
  - Đôi nữ:  Nicole Melichar /  Demi Schuurs [4]
- Lịch thi đấu

| Trận đấu trên Sân chính     | Trận đấu trên Sân chính               | Trận đấu trên Sân chính            | Trận đấu trên Sân chính     |
| Trận đấu trên Sân Trung tâm | Trận đấu trên Sân Trung tâm           | Trận đấu trên Sân Trung tâm        | Trận đấu trên Sân Trung tâm |
| Sự kiện                     | Người thắng trận                      | Người thua cuộc                    | Tỷ số                       |
| --------------------------- | ------------------------------------- | ---------------------------------- | --------------------------- |
| Vòng 3 đơn nữ               | Ons Jabeur [21]                       | Garbiñe Muguruza [11]              | 5–7, 6–3, 6–2               |
| Vòng 3 đơn nam              | Sebastian Korda                       | Dan Evans [22]                     | 6–3, 3–6, 6–3, 6–4          |
| Vòng 3 đơn nam              | Denis Shapovalov [10]                 | Andy Murray [WC]                   | 6–4, 6–2, 6–2               |
| Trận đấu trên Sân Số 1      |                                       |                                    |                             |
| Sự kiện                     | Người thắng trận                      | Người thua cuộc                    | Tỷ số                       |
| Vòng 3 đơn nữ               | Liudmila Samsonova [WC]               | Sloane Stephens                    | 6–2, 2–6, 6–4               |
| Vòng 3 đơn nam              | Novak Djokovic [1]                    | Denis Kudla [Q]                    | 6–4, 6–3, 7–6(9–7)          |
| Vòng 3 đơn nữ               | Madison Keys [23]                     | Elise Mertens [13]                 | 7–5, 6–3                    |
| Trận đấu trên Sân Số 2      |                                       |                                    |                             |
| Sự kiện                     | Người thắng trận                      | Người thua cuộc                    | Tỷ số                       |
| Vòng 3 đơn nữ               | Karolína Plíšková [8]                 | Tereza Martincová                  | 6–3, 6–3                    |
| Vòng 3 đơn nữ               | Aryna Sabalenka [2]                   | María Camila Osorio Serrano [Q]    | 6–0, 6–3                    |
| Vòng 3 đơn nam              | Roberto Bautista Agut [8]             | Dominik Koepfer                    | 7–5, 6–1, 7–6(7–4)          |
| Vòng 1 đôi nam nữ           | Nick Kyrgios [WC] Venus Williams [WC] | Austin Krajicek Sabrina Santamaria | 6–3, 3–6, 7–5               |
| Trận đấu trên Sân Số 3      |                                       |                                    |                             |
| Sự kiện                     | Người thắng trận                      | Người thua cuộc                    | Tỷ số                       |
| Vòng 3 đơn nam              | Andrey Rublev [5]                     | Fabio Fognini [26]                 | 6–3, 5–7, 6–4, 6–2          |
| Vòng 3 đơn nam              | Márton Fucsovics                      | Diego Schwartzman [9]              | 6–3, 6–3, 6–7(6–8), 6–4     |
| Vòng 1 đôi nam nữ           | Joe Salisbury Harriet Dart            | Henri Kontinen Heather Watson      | 6–1, 7–6(7–3)               |

### Ngày 6 (3 tháng 7)
- Hạt giống bị loại:
  - Đơn nam:  Cameron Norrie [29],  Taylor Fritz [31],  Marin Čilić [32]
  - Đơn nữ:  Anastasia Pavlyuchenkova [16]
  - Đôi nam:  Pierre-Hugues Herbert /  Nicolas Mahut [2],  Ivan Dodig /  Filip Polášek [5],  Jamie Murray /  Bruno Soares [7],  Henri Kontinen /  Édouard Roger-Vasselin [11],  Marcus Daniell /  Philipp Oswald [15]
  - Đôi nam nữ:  Michael Venus /  Chan Hao-ching [8]
- Lịch thi đấu

| Trận đấu trên Sân chính     | Trận đấu trên Sân chính     | Trận đấu trên Sân chính     | Trận đấu trên Sân chính      |
| Trận đấu trên Sân Trung tâm | Trận đấu trên Sân Trung tâm | Trận đấu trên Sân Trung tâm | Trận đấu trên Sân Trung tâm  |
| Sự kiện                     | Người thắng trận            | Người thua cuộc             | Tỷ số                        |
| --------------------------- | --------------------------- | --------------------------- | ---------------------------- |
| Vòng 3 đơn nữ               | Coco Gauff [20]             | Kaja Juvan                  | 6–3, 6–3                     |
| Vòng 3 đơn nam              | Roger Federer [6]           | Cameron Norrie [29]         | 6–4, 6–4, 5–7, 6–4           |
| Vòng 3 đơn nữ               | Ashleigh Barty [1]          | Kateřina Siniaková          | 6–3, 7–5                     |
| Trận đấu trên Sân Số 1      |                             |                             |                              |
| Sự kiện                     | Người thắng trận            | Người thua cuộc             | Tỷ số                        |
| Vòng 3 đơn nữ               | Emma Raducanu [WC]          | Sorana Cîrstea              | 6–3, 7–5                     |
| Vòng 3 đơn nam              | Félix Auger-Aliassime [16]  | Nick Kyrgios                | 2–6, 6–1, bỏ cuộc            |
| Vòng 3 đơn nam              | Daniil Medvedev [2]         | Marin Čilić [32]            | 6–7(3–7), 3–6, 6–3, 6–3, 6–2 |
| Trận đấu trên Sân Số 2      |                             |                             |                              |
| Sự kiện                     | Người thắng trận            | Người thua cuộc             | Tỷ số                        |
| Vòng 3 đơn nữ               | Angelique Kerber [25]       | Aliaksandra Sasnovich       | 2–6, 6–0, 6–1                |
| Vòng 3 đơn nam              | Alexander Zverev [4]        | Taylor Fritz [31]           | 6–7(3–7), 6–4, 6–3, 7–6(7–4) |
| Trận đấu trên Sân Số 3      |                             |                             |                              |
| Sự kiện                     | Người thắng trận            | Người thua cuộc             | Tỷ số                        |
| Vòng 3 đơn nam              | Matteo Berrettini [7]       | Aljaž Bedene                | 6–4, 6–4, 6–4                |
| Vòng 3 đơn nữ               | Barbora Krejčíková [14]     | Anastasija Sevastova        | 7–6(7–1), 3–6, 7–5           |

### Chủ Nhật (4 tháng 7)
Theo truyền thống, Chủ Nhật là ngày nghỉ và không có trận đấu nào diễn ra.

### Ngày 7 (5 tháng 7)
- Hạt giống bị loại:
  - Đơn nam:  Alexander Zverev [4],  Andrey Rublev [5],  Roberto Bautista Agut [8],  Cristian Garín [17],  Lorenzo Sonego [23]
  - Đơn nữ:  Iga Świątek [7],  Barbora Krejčíková [14],  Elena Rybakina [18],  Coco Gauff [20],  Madison Keys [23],  Paula Badosa [30]
  - Đôi nam:  Max Purcell /  Luke Saville [16]
  - Đôi nữ:  Sharon Fichman /  Giuliana Olmos [9],  Laura Siegemund /  Vera Zvonareva [11],  Nadiia Kichenok /  Raluca Olaru [13],  Asia Muhammad /  Jessica Pegula [14]
  - Đôi nam nữ:  Ben McLachlan /  Ena Shibahara [15]
- Lịch thi đấu

| Trận đấu trên Sân chính     | Trận đấu trên Sân chính                                                     | Trận đấu trên Sân chính                                                     | Trận đấu trên Sân chính       |
| Trận đấu trên Sân Trung tâm | Trận đấu trên Sân Trung tâm                                                 | Trận đấu trên Sân Trung tâm                                                 | Trận đấu trên Sân Trung tâm   |
| Sự kiện                     | Người thắng trận                                                            | Người thua cuộc                                                             | Tỷ số                         |
| --------------------------- | --------------------------------------------------------------------------- | --------------------------------------------------------------------------- | ----------------------------- |
| Vòng 4 đơn nam              | Novak Djokovic [1]                                                          | Cristian Garín [17]                                                         | 6–2, 6–4, 6–2                 |
| Vòng 4 đơn nữ               | Angelique Kerber [25]                                                       | Coco Gauff [20]                                                             | 6–4, 6–4                      |
| Vòng 4 đơn nam              | Roger Federer [6]                                                           | Lorenzo Sonego [23]                                                         | 7–5, 6–4, 6–2                 |
| Trận đấu trên Sân Số 1      |                                                                             |                                                                             |                               |
| Sự kiện                     | Người thắng trận                                                            | Người thua cuộc                                                             | Tỷ số                         |
| Vòng 4 đơn nữ               | Ashleigh Barty [1]                                                          | Barbora Krejčíková [14]                                                     | 7–5, 6–3                      |
| Vòng 4 đơn nam              | Félix Auger-Aliassime [16]                                                  | Alexander Zverev [4]                                                        | 6–4, 7–6(8–6), 3–6, 3–6, 6–4  |
| Vòng 4 đơn nữ               | Ajla Tomljanović                                                            | Emma Raducanu [WC]                                                          | 6–4, 3–0, bỏ cuộc             |
| Trận đấu trên Sân Số 2      |                                                                             |                                                                             |                               |
| Sự kiện                     | Người thắng trận                                                            | Người thua cuộc                                                             | Tỷ số                         |
| Vòng 4 đơn nữ               | Ons Jabeur [21]                                                             | Iga Świątek [7]                                                             | 5–7, 6–1, 6–1                 |
| Vòng 4 đơn nam              | Márton Fucsovics                                                            | Andrey Rublev [5]                                                           | 6–3, 4–6, 4–6, 6–0, 6–3       |
| Vòng 4 đơn nam              | Hubert Hurkacz [14] vs Daniil Medvedev [2]                                  | Hubert Hurkacz [14] vs Daniil Medvedev [2]                                  | 2–6, 7–6(7–2), 3–6, 4–3, hoãn |
| Trận đấu trên Sân Số 3      |                                                                             |                                                                             |                               |
| Sự kiện                     | Người thắng trận                                                            | Người thua cuộc                                                             | Tỷ số                         |
| Vòng 4 đơn nữ               | Aryna Sabalenka [2]                                                         | Elena Rybakina [18]                                                         | 6–3, 4–6, 6–3                 |
| Vòng 4 đơn nam              | Denis Shapovalov [10]                                                       | Roberto Bautista Agut [8]                                                   | 6–1, 6–3, 7–5                 |
| Vòng 3 đôi nam              | Juan Sebastián Cabal [3] Robert Farah [3]                                   | Max Purcell [16] Luke Saville [16]                                          | 6–3, 6–4, 2–6, 6–4            |
| Vòng 2 đôi nam nữ           | Édouard Roger-Vasselin [4] Nicole Melichar [4]                              | Nick Kyrgios [WC] Venus Williams [WC]                                       | Bỏ cuộc trước trận đấu        |
| Vòng 3 đôi nữ               | Coco Gauff / Caty McNally [12] vs Veronika Kudermetova / Elena Vesnina [PR] | Coco Gauff / Caty McNally [12] vs Veronika Kudermetova / Elena Vesnina [PR] | Hoãn                          |

### Ngày 8 (6 tháng 7)
- Hạt giống bị loại:
  - Đơn nam:  Daniil Medvedev [2]
  - Đơn nữ:  Karolína Muchová [19],  Ons Jabeur [21]
  - Đôi nam:  Łukasz Kubot /  Marcelo Melo [8]
  - Đôi nữ:  Coco Gauff /  Caty McNally [12],  Viktória Kužmová /  Arantxa Rus [15]
  - Đôi nam nữ:  Wesley Koolhof /  Demi Schuurs [3],  Rajeev Ram /  Bethanie Mattek-Sands [5],  Fabrice Martin /  Alexa Guarachi [12]
- Lịch thi đấu

| Trận đấu trên Sân chính     | Trận đấu trên Sân chính                                                             | Trận đấu trên Sân chính                                                             | Trận đấu trên Sân chính      |
| Trận đấu trên Sân Trung tâm | Trận đấu trên Sân Trung tâm                                                         | Trận đấu trên Sân Trung tâm                                                         | Trận đấu trên Sân Trung tâm  |
| Sự kiện                     | Người thắng trận                                                                    | Người thua cuộc                                                                     | Tỷ số                        |
| --------------------------- | ----------------------------------------------------------------------------------- | ----------------------------------------------------------------------------------- | ---------------------------- |
| Vòng 4 đơn nam              | Hubert Hurkacz [14]                                                                 | Daniil Medvedev [2]                                                                 | 2–6, 7–6(7–2), 3–6, 6–3, 6–3 |
| Tứ kết đơn nữ               | Aryna Sabalenka [2]                                                                 | Ons Jabeur [21]                                                                     | 6–4, 6–3                     |
| Tứ kết đơn nữ               | Ashleigh Barty [1]                                                                  | Ajla Tomljanović                                                                    | 6–1, 6–3                     |
| Vòng 3 đôi nữ               | Veronika Kudermetova [PR] Elena Vesnina [PR]                                        | Coco Gauff [12] Caty McNally [12]                                                   | 7–6(7–0), 4–6, 6–3           |
| Trận đấu trên Sân Số 1      |                                                                                     |                                                                                     |                              |
| Sự kiện                     | Người thắng trận                                                                    | Người thua cuộc                                                                     | Tỷ số                        |
| Tứ kết đơn nữ               | Karolína Plíšková [8]                                                               | Viktorija Golubic                                                                   | 6–2, 6–2                     |
| Tứ kết đơn nữ               | Angelique Kerber [25]                                                               | Karolína Muchová [19]                                                               | 6–2, 6–3                     |
| Tứ kết đôi nam              | Nikola Mektić [1] Mate Pavić [1]                                                    | Łukasz Kubot [8] Marcelo Melo [8]                                                   | 3–6, 4–6, 6–4, 7–6(7–4), 6–4 |
| Trận đấu trên Sân Số 2      |                                                                                     |                                                                                     |                              |
| Sự kiện                     | Người thắng trận                                                                    | Người thua cuộc                                                                     | Tỷ số                        |
| Vòng 3 đôi nam nữ           | Rohan Bopanna / Sania Mirza [PR] vs Jean-Julien Rojer / Andreja Klepač [14]         | Rohan Bopanna / Sania Mirza [PR] vs Jean-Julien Rojer / Andreja Klepač [14]         | 3–6, hoãn                    |
| Vòng 1 đơn nữ trẻ           | Linda Klimovičová [SE]                                                              | Laura Hietaranta                                                                    | 6–4, 6–1                     |
| Vòng 3 đôi nam nữ           | Jérémy Chardy / Naomi Broady [WC] vs Raven Klaasen / Darija Jurak [10]              | Jérémy Chardy / Naomi Broady [WC] vs Raven Klaasen / Darija Jurak [10]              | Hoãn                         |
| Tứ kết đôi nam              | André Göransson / Casper Ruud vs Marcel Granollers / Horacio Zeballos [4]           | André Göransson / Casper Ruud vs Marcel Granollers / Horacio Zeballos [4]           | Hoãn                         |
| Trận đấu trên Sân Số 3      |                                                                                     |                                                                                     |                              |
| Sự kiện                     | Người thắng trận                                                                    | Người thua cuộc                                                                     | Tỷ số                        |
| Vòng 3 đôi nam nữ           | Édouard Roger-Vasselin / Nicole Melichar [4] vs Andrei Vasilevski / Arina Rodionova | Édouard Roger-Vasselin / Nicole Melichar [4] vs Andrei Vasilevski / Arina Rodionova | 6–2, 3–2, hoãn               |
| Tứ kết đôi nam              | Juan Sebastián Cabal / Robert Farah [3] vs Rajeev Ram / Joe Salisbury [6]           | Juan Sebastián Cabal / Robert Farah [3] vs Rajeev Ram / Joe Salisbury [6]           | Hoãn                         |
| Vòng 1 đơn nam trẻ          | Aleksander Orlikowski vs Jack Pinnington Jones [7]                                  | Aleksander Orlikowski vs Jack Pinnington Jones [7]                                  | Hoãn                         |

### Ngày 9 (7 tháng 7)
- Hạt giống bị loại:
  - Đơn nam:  Roger Federer [6],  Félix Auger-Aliassime [16],  Karen Khachanov [25]
  - Đôi nam:  Juan Sebastián Cabal /  Robert Farah [3],  Raven Klaasen /  Ben McLachlan [14]
  - Đôi nữ:  Barbora Krejčíková /  Kateřina Siniaková [1],  Chan Hao-ching /  Latisha Chan [7],  Marie Bouzková [16] /  Lucie Hradecká [16]
  - Đôi nam nữ:  Ivan Dodig /  Latisha Chan [6],  Raven Klaasen /  Darija Jurak [10],  Sander Gillé /  Hayley Carter [13]
- Lịch thi đấu

| Trận đấu trên Sân chính     | Trận đấu trên Sân chính                        | Trận đấu trên Sân chính                      | Trận đấu trên Sân chính     |
| Trận đấu trên Sân Trung tâm | Trận đấu trên Sân Trung tâm                    | Trận đấu trên Sân Trung tâm                  | Trận đấu trên Sân Trung tâm |
| Sự kiện                     | Người thắng trận                               | Người thua cuộc                              | Tỷ số                       |
| --------------------------- | ---------------------------------------------- | -------------------------------------------- | --------------------------- |
| Tứ kết đơn nam              | Novak Djokovic [1]                             | Márton Fucsovics                             | 6–3, 6–4, 6–4               |
| Tứ kết đơn nam              | Hubert Hurkacz [14]                            | Roger Federer [6]                            | 6–3, 7–6(7–4), 6–0          |
| Trận đấu trên Sân Số 1      |                                                |                                              |                             |
| Sự kiện                     | Người thắng trận                               | Người thua cuộc                              | Tỷ số                       |
| Tứ kết đơn nam              | Denis Shapovalov [10]                          | Karen Khachanov [25]                         | 6–4, 3–6, 5–7, 6–1, 6–4     |
| Tứ kết đơn nam              | Matteo Berrettini [7]                          | Félix Auger-Aliassime [16]                   | 6–3, 5–7, 7–5, 6–3          |
| Trận đấu trên Sân Số 2      |                                                |                                              |                             |
| Sự kiện                     | Người thắng trận                               | Người thua cuộc                              | Tỷ số                       |
| Tứ kết đôi nữ               | Hsieh Su-wei [3] Elise Mertens [3]             | Aleksandra Krunić Nina Stojanović            | 6–1, 6–3                    |
| Tứ kết đôi nam              | Rajeev Ram [6] Joe Salisbury [6]               | Juan Sebastián Cabal [3] Robert Farah [3]    | 6–3, 6–4, 7–6(7–2)          |
| Vòng 3 đôi nam nữ           | Jean-Julien Rojer [14] Andreja Klepač [14]     | Rohan Bopanna [PR] Sania Mirza [PR]          | 6–3, 3–6, 11–9              |
| Vòng 3 đôi nam nữ           | Joe Salisbury Harriet Dart                     | Oliver Marach Lyudmyla Kichenok              | 6–3, 6–7(4–7), 6–3          |
| Trận đấu trên Sân Số 3      |                                                |                                              |                             |
| Sự kiện                     | Người thắng trận                               | Người thua cuộc                              | Tỷ số                       |
| Tứ kết đôi nữ               | Shuko Aoyama [5] Ena Shibahara [5]             | Marie Bouzková [16] Lucie Hradecká [16]      | 7–6(7–3), 7–5               |
| Tứ kết đôi nữ               | Caroline Dolehide Storm Sanders                | Chan Hao-ching [7] Latisha Chan [7]          | 7–5, 6–2                    |
| Vòng 3 đôi nam nữ           | Édouard Roger-Vasselin [4] Nicole Melichar [4] | Andrei Vasilevski Arina Rodionova            | 6–2, 4–6, 6–4               |
| Vòng 3 đôi nam nữ           | Neal Skupski [7] Desirae Krawczyk [7]          | Arthur Fery [Alt] Tara Moore [Alt]           | 7–6(7–5), 6–3               |
| Tứ kết đôi nữ               | Barbora Krejčíková [5] Kateřina Siniaková [1]  | Veronika Kudermetova [PR] Elena Vesnina [PR] | 6–7(6–8), 6–4, 9–7          |

### Ngày 10 (8 tháng 7)
- Hạt giống bị loại:
  - Đơn nữ:  Aryna Sabalenka [2],  Angelique Kerber [25]
  - Đôi nam:  Rajeev Ram [6] /  Joe Salisbury [6]
  - Đôi nam nữ:  Mate Pavić /  Gabriela Dabrowski [2],  Édouard Roger-Vasselin /  Nicole Melichar [4],  Jean-Julien Rojer /  Andreja Klepač [14]
- Lịch thi đấu

| Trận đấu trên Sân chính     | Trận đấu trên Sân chính                    | Trận đấu trên Sân chính                        | Trận đấu trên Sân chính           |
| Trận đấu trên Sân Trung tâm | Trận đấu trên Sân Trung tâm                | Trận đấu trên Sân Trung tâm                    | Trận đấu trên Sân Trung tâm       |
| Sự kiện                     | Người thắng trận                           | Người thua cuộc                                | Tỷ số                             |
| --------------------------- | ------------------------------------------ | ---------------------------------------------- | --------------------------------- |
| Bán kết đơn nữ              | Ashleigh Barty [1]                         | Angelique Kerber [25]                          | 6–3, 7–6(7–3)                     |
| Bán kết đơn nữ              | Karolína Plíšková [8]                      | Aryna Sabalenka [2]                            | 5–7, 6–4, 6–4                     |
| Tứ kết đôi nam nữ           | Neal Skupski [7] Desirae Krawczyk [7]      | Jean-Julien Rojer [14] Andreja Klepač [14]     | 7–6(8–6), 6–2                     |
| Trận đấu trên Sân Số 1      |                                            |                                                |                                   |
| Sự kiện                     | Người thắng trận                           | Người thua cuộc                                | Tỷ số                             |
| Bán kết đôi nam             | Nikola Mektić [1] Mate Pavić [1]           | Rajeev Ram [6] Joe Salisbury [6]               | 7–6(8–6), 6–3, 6–7(2–7), 7–6(7–5) |
| Tứ kết đôi nam nữ           | John Peers [17] Zhang Shuai [17]           | Édouard Roger-Vasselin [4] Nicole Melichar [4] | 6–2, 6–4                          |
| Tứ kết đôi nam nữ           | Joe Salisbury Harriet Dart                 | Jérémy Chardy [WC] Naomi Broady [WC]           | 6–4, 4–6, 5–7                     |
| Trận đấu trên Sân Số 2      |                                            |                                                |                                   |
| Sự kiện                     | Người thắng trận                           | Người thua cuộc                                | Tỷ số                             |
| Vòng 2 đơn nữ trẻ           | Matilda Mutavdzic [13]                     | Darja Viďmanová                                | 7–5, 6–7(7–3), 6–1                |
| Bán kết đôi nam             | Marcel Granollers [4] Horacio Zeballos [4] | Simone Bolelli Máximo González                 | 6–4, 6–4, 7–6(7–5)                |
| Tứ kết đôi nam nữ           | Kevin Krawietz [9] Květa Peschke [9]       | Mate Pavić [2] Gabriela Dabrowski [2]          | 6–3, 7–6(7–3), 9–7                |
| Trận đấu trên Sân Số 3      |                                            |                                                |                                   |
| Sự kiện                     | Người thắng trận                           | Người thua cuộc                                | Tỷ số                             |
| Vòng 2 đơn nữ trẻ           | Victoria Kasintseva [1]                    | Eva Shaw                                       | 7–6(7–4), 6–4                     |
| Vòng 2 đơn nam trẻ          | Jack Pinnington Jones [7]                  | Joao Victor Couto Loureiro                     | 6–4, 4–6, 6–1                     |
| Vòng 2 đôi nam trẻ          | Samir Banerjee Kokoro Isomura              | Jack Pinnington Jones [1] Juncheng Shang [1]   | Bỏ cuộc trước trận đấu            |
| Vòng 2 đơn nam trẻ          | Pedro Boscardin Dias [5]                   | Lui Maxted                                     | 6–3, 3–6, 6–4                     |
| Vòng 2 đôi nữ trẻ           | Darja Viďmanová Radka Zelnickova           | Eleonora Alvisi Matilde Paoletti               | Bỏ cuộc trước trận đấu            |
| Vòng 2 đôi nữ trẻ           | Elizabeth Coleman Madison Sieg             | Nicole Rivkin Hanne Vandewinkel                | 6–3, 4–6, [10–5]                  |

### Ngày 11 (9 tháng 7)
- Hạt giống bị loại:
  - Đơn nam:  Denis Shapovalov [10],  Hubert Hurkacz [14]
  - Đôi nữ:  Shuko Aoyama /  Ena Shibahara [5]
  - Đôi nam nữ:  Kevin Krawietz /  Kveta Peschke [9]
- Lịch thi đấu

| Trận đấu trên Sân chính     | Trận đấu trên Sân chính            | Trận đấu trên Sân chính              | Trận đấu trên Sân chính     |
| Trận đấu trên Sân Trung tâm | Trận đấu trên Sân Trung tâm        | Trận đấu trên Sân Trung tâm          | Trận đấu trên Sân Trung tâm |
| Sự kiện                     | Người thắng trận                   | Người thua cuộc                      | Tỷ số                       |
| --------------------------- | ---------------------------------- | ------------------------------------ | --------------------------- |
| Bán kết đơn nam             | Matteo Berrettini [7]              | Hubert Hurkacz [14]                  | 6–3, 6–0, 6–7(3–7), 6–4     |
| Bán kết đơn nam             | Novak Djokovic [1]                 | Denis Shapovalov [10]                | 7–6(7–3), 7–5, 7–5          |
| Bán kết đôi nam nữ          | Joe Salisbury Harriet Dart         | Kevin Krawietz [9] Kveta Peschke [9] | 6–2, 4–6, 6–4               |
| Trận đấu trên Sân Số 1      |                                    |                                      |                             |
| Sự kiện                     | Người thắng trận                   | Người thua cuộc                      | Tỷ số                       |
| Bán kết đôi nữ              | Hsieh Su-Wei [3] Elise Mertens [3] | Shuko Aoyama [5] Ena Shibahara [5]   | 6–4, 1–6, 6–3               |
| Bán kết đôi nữ              | Veronika Kudermetova Elena Vesnina | Caroline Dolehide Storm Sanders      | 7–6(8–6), 3–6, 7–5          |
| Tứ kết đơn nam trẻ          | Juncheng Shang [1]                 | Jerome Kym [11]                      | 3–6, 7–6(7–2), 6–4          |
| Trận đấu trên Sân Số 3      |                                    |                                      |                             |
| Sự kiện                     | Người thắng trận                   | Người thua cuộc                      | Tỷ số                       |
| Vòng 3 đơn nam trẻ          | Jack Pinnington Jones [7]          | Kalin Ivanovski                      | 7–5, 6–0                    |
| Tứ kết đơn nữ trẻ           | Victoria Kasintseva [1]            | Alicia Dudeney [WC]                  | 3–6, 6–2, 6–1               |
| Tứ kết đơn nam trẻ          | Sascha Wayenburg                   | Bruno Kuzuhara [4]                   | 6–7(5–7), 6–4, 6–2          |
| Tứ kết đơn nam trẻ          | Victor Lilov                       | Jack Pinnington Jones [7]            | 4–6, 6–4, 6–3               |

### Ngày 12 (10 tháng 7)
- Hạt giống bị loại:
  - Đơn nữ:  Karolína Plíšková [8]
  - Đôi nam:  Marcel Granollers /  Horacio Zeballos [4]
  - Đôi nam nữ:  John Peers /  Shuai Zhang [17]
- Lịch thi đấu

| Trận đấu trên Sân chính     | Trận đấu trên Sân chính               | Trận đấu trên Sân chính                      | Trận đấu trên Sân chính     |
| Trận đấu trên Sân Trung tâm | Trận đấu trên Sân Trung tâm           | Trận đấu trên Sân Trung tâm                  | Trận đấu trên Sân Trung tâm |
| Sự kiện                     | Người thắng trận                      | Người thua cuộc                              | Tỷ số                       |
| --------------------------- | ------------------------------------- | -------------------------------------------- | --------------------------- |
| Chung kết đơn nữ            | Ashleigh Barty [1]                    | Karolína Plíšková [8]                        | 6–3, 6–7(4–7), 6–3          |
| Chung kết đôi nữ            | Hsieh Su-Wei [3] Elise Mertens [3]    | Veronika Kudermetova [PR] Elena Vesnina [PR] | 3–6, 7–5, 9–7               |
| Chung kết đôi nam           | Nikola Mektić [1] Mate Pavić [1]      | Marcel Granollers [4] Horacio Zeballos [4]   | 6–4, 7–6(7–5), 2–6, 7–5     |
| Trận đấu trên Sân Số 1      |                                       |                                              |                             |
| Sự kiện                     | Người thắng trận                      | Người thua cuộc                              | Tỷ số                       |
| Bán kết đơn nam trẻ         | Samir Banerjee                        | Sascha Wayenburg                             | 7–6(7–3), 4–6, 6–2          |
| Bán kết đôi nam nữ          | Neal Skupski [7] Desirae Krawczyk [7] | John Peers [17] Shuai Zhang [17]             | 3–6, 7–6(7–4), 7–5          |
| Bán kết đơn nữ trẻ          | Nastasja Schunk                       | Victoria Kasintseva [1]                      | 6–4, 4–6, 6–4               |
| Trận đấu trên Sân Số 3      |                                       |                                              |                             |
| Sự kiện                     | Người thắng trận                      | Người thua cuộc                              | Tỷ số                       |
| Chung kết đơn xe lăn quad   | Dylan Alcott [1]                      | Sam Schröder                                 | 6–2, 6–2                    |
| Chung kết đôi nam xe lăn    | Alfie Hewett Gordon Reid              | Tom Egberink Joachim Gerard                  | 7–5, 6–2                    |
| Chung kết đôi nữ xe lăn     | Yui Kamiji [2] Jordanne Whiley [2]    | Kgothatso Montjane Lucy Shuker               | 6–0, 7–6(7–0)               |

### Ngày 13 (11 tháng 7)
- Hạt giống bị loại:
  - Đơn nam:  Matteo Berrettini [7]
- Lịch thi đấu

| Trận đấu trên Sân chính     | Trận đấu trên Sân chính               | Trận đấu trên Sân chính     | Trận đấu trên Sân chính     |
| Trận đấu trên Sân Trung tâm | Trận đấu trên Sân Trung tâm           | Trận đấu trên Sân Trung tâm | Trận đấu trên Sân Trung tâm |
| Sự kiện                     | Người thắng trận                      | Người thua cuộc             | Tỷ số                       |
| --------------------------- | ------------------------------------- | --------------------------- | --------------------------- |
| Chung kết đơn nam           | Novak Djokovic [1]                    | Matteo Berrettini [7]       | 6–7(4–7), 6–4, 6–4, 6–3     |
| Chung kết đôi nam nữ        | Neal Skupski [7] Desirae Krawczyk [7] | Joe Salisbury Harriet Dart  | 6–2, 7–6(7–1)               |
| Trận đấu trên Sân Số 1      |                                       |                             |                             |
| Sự kiện                     | Người thắng trận                      | Người thua cuộc             | Tỷ số                       |
| Chung kết đơn nam trẻ       | Samir Banerjee                        | Victor Lilov                | 7–5, 6–3                    |
| Chung kết đơn nữ trẻ        | Ane Mintegi del Olmo                  | Nastasja Schunk             | 2–6, 6–4, 6–1               |
| Chung kết đơn nữ xe lăn     | Diede de Groot [1]                    | Kgothatso Montjane          | 6–2, 6–2                    |
| Trận đấu trên Sân Số 3      |                                       |                             |                             |
| Sự kiện                     | Người thắng trận                      | Người thua cuộc             | Tỷ số                       |
| Chung kết đơn nam xe lăn    | Joachim Gérard                        | Gordon Reid                 | 6–2, 7–6(7–2)               |

## Hạt giống đơn
Dưới đây là những tay vợt được xếp loại hạt giống. Hạt giống dựa trên bảng xếp hạng ATP và WTA vào ngày 21 tháng 6 năm 2021. Xếp hạng và điểm vào ngày 28 tháng 6 năm 2021.

### Đơn nam
| Hạt giống | Xếp hạng | Tay vợt                     | Điểm trước | Điểm bảo vệ 2019 | Điểm thắng | Điểm sau | Thực trạng                                   |
| --------- | -------- | --------------------------- | ---------- | ---------------- | ---------- | -------- | -------------------------------------------- |
| 1         | 1        | Novak Djokovic              | 12,113     | 2,000            | 2,000      | 12,113   | Vô địch, đánh bại Matteo Berrettini [7]      |
| 2         | 2        | Daniil Medvedev             | 10,280     | 90               | 180        | 10,370   | Vòng 4 thua trước Hubert Hurkacz [14]        |
| 3         | 4        | Stefanos Tsitsipas          | 7,980      | 10               | 10         | 7,980    | Vòng 1 thua trước Frances Tiafoe             |
| 4         | 6        | Alexander Zverev            | 7,305      | 10               | 180        | 7,475    | Vòng 4 thua trước Félix Auger-Aliassime [16] |
| 5         | 7        | Andrey Rublev               | 6,120      | 45               | 180        | 6,255    | Vòng 4 thua trước Márton Fucsovics           |
| 6         | 8        | Roger Federer               | 4,815      | 1,200            | 360        | 4,215    | Tứ kết thua trước Hubert Hurkacz [14]        |
| 7         | 9        | Matteo Berrettini           | 4,468      | 180              | 1,200      | 5,488    | Á quân, thua trước Novak Djokovic [1]        |
| 8         | 10       | Roberto Bautista Agut       | 3,125      | 720              | 180        | 2,765    | Vòng 4 thua trước Denis Shapovalov [10]      |
| 9         | 11       | Diego Schwartzman           | 3,060      | 90               | 90         | 3,060    | Vòng 3 thua trước Márton Fucsovics           |
| 10        | 12       | Denis Shapovalov            | 2,915      | 10               | 720        | 3,625    | Bán kết thua trước Novak Djokovic [1]        |
| 11        | 13       | Pablo Carreño Busta         | 2,905      | 10               | 10         | 2,905    | Vòng 1 thua trước Sam Querrey                |
| 12        | 14       | Casper Ruud                 | 2,690      | 10               | 10         | 2,690    | Vòng 1 thua trước Jordan Thompson            |
| 13        | 17       | Gaël Monfils                | 2,568      | 10               | 45         | 2,603    | Vòng 2 thua trước Pedro Martínez             |
| 14        | 18       | Hubert Hurkacz              | 2,533      | 90               | 720        | 3,163    | Bán kết thua trước Matteo Berrettini [7]     |
| 15        | 15       | Alex de Minaur              | 2,690      | 45               | 10         | 2,668    | Vòng 1 thua trước Sebastian Korda            |
| 16        | 19       | Félix Auger-Aliassime       | 2,468      | 90               | 360        | 2,738    | Tứ kết thua trước Matteo Berrettini [7]      |
| 17        | 20       | Cristian Garín              | 2,440      | 10               | 180        | 2,610    | Vòng 4 thua trước Novak Djokovic [1]         |
| 18        | 21       | Grigor Dimitrov             | 2,431      | 10               | 45         | 2,466    | Vòng 2 thua trước Alexander Bublik           |
| 19        | 23       | Jannik Sinner               | 2,320      | (35)†            | 10         | 2,320    | Vòng 1 thua trước Márton Fucsovics           |
| 20        | 24       | Aslan Karatsev              | 2,304      | (15)†            | 10         | 2,304    | Vòng 1 thua trước Jérémy Chardy              |
| 21        | 25       | Ugo Humbert                 | 2,270      | 180              | 10         | 2,180    | Vòng 1 thua trước Nick Kyrgios               |
| 22        | 26       | Dan Evans                   | 2,151      | 90               | 90         | 2,151    | Vòng 3 thua trước Sebastian Korda            |
| 23        | 27       | Lorenzo Sonego              | 2,038      | 10               | 180        | 2,208    | Vòng 4 thua trước Roger Federer [6]          |
| 24        | 28       | Nikoloz Basilashvili        | 1,985      | 45               | 10         | 1,963    | Vòng 1 thua trước Andy Murray [WC]           |
| 25        | 29       | Karen Khachanov             | 1,965      | 90               | 360        | 2,235    | Tứ kết thua trước Denis Shapovalov [10]      |
| 26        | 31       | Fabio Fognini               | 1,868      | 90               | 90         | 1,868    | Vòng 3 thua trước Andrey Rublev [5]          |
| 27        | 32       | Reilly Opelka               | 1,806      | 90               | 10         | 1,761    | Vòng 1 thua trước Dominik Koepfer            |
| 28        | 33       | John Isner                  | 1,775      | 45               | 10         | 1,753    | Vòng 1 thua trước Yoshihito Nishioka         |
| 29        | 34       | Cameron Norrie              | 1,770      | 45               | 90         | 1,815    | Vòng 3 thua trước Roger Federer [6]          |
| 30        | 35       | Alejandro Davidovich Fokina | 1,723      | (20)†            | 10         | 1,723    | Vòng 1 thua trước Denis Kudla [Q]            |
| 31        | 40       | Taylor Fritz                | 1,590      | 45               | 90         | 1,635    | Vòng 3 thua trước Alexander Zverev [4]       |
| 32        | 37       | Marin Čilić                 | 1,660      | 45               | 90         | 1,705    | Vòng 3 thua trước Daniil Medvedev [2]        |

†Tay vợt không vượt qua vòng loại ở giải đấu năm 2019. Thay vào đó, điểm đại diện từ ATP Challenger Tour.

#### Tay vợt rút lui khỏi giải đấu
Dưới đây là những tay vợt được xếp loại hạt giống, nhưng rút lui trước khi giải đấu bắt đầu.
| Xếp hạng | Tay vợt       | Điểm trước | Điểm bảo vệ 2019 | Điểm sau | Lý do rút lui           |
| -------- | ------------- | ---------- | ---------------- | -------- | ----------------------- |
| 3        | Rafael Nadal  | 8,630      | 720              | 8,270    | Hồi phục thể trạng      |
| 5        | Dominic Thiem | 7,425      | 10               | 7,415    | Chấn thương cổ tay      |
| 16       | David Goffin  | 2,680      | 360              | 2,500    | Chấn thương mắt cá chân |
| 22       | Milos Raonic  | 2,428      | 180              | 2,338    | Chấn thương bắp chân    |
| 30       | Stan Wawrinka | 1,944      | 45               | 1,922    | Chấn thương chân        |
| 36       | Borna Ćorić   | 1,713      | 0                | 1,713    | Phẫu thuật vai          |

### Đơn nữ
| Hạt giống | Xếp hạng | Tay vợt                  | Điểm trước | Điểm bảo vệ 2019 | Điểm thắng | Điểm sau | Thực trạng                                         |
| --------- | -------- | ------------------------ | ---------- | ---------------- | ---------- | -------- | -------------------------------------------------- |
| 1         | 1        | Ashleigh Barty           | 7,875      | 240              | 2,000      | 9,635    | Vô địch, đánh bại Karolína Plíšková [8]            |
| 2         | 4        | Aryna Sabalenka          | 6,195      | 10               | 780        | 6,965    | Bán kết thua trước Karolína Plíšková [8]           |
| 3         | 5        | Elina Svitolina          | 5,835      | 780              | 70         | 5,135    | Vòng 2 thua trước Magda Linette                    |
| 4         | 6        | Sofia Kenin              | 5,640      | 70               | 70         | 5,640    | Vòng 2 thua trước Madison Brengle                  |
| 5         | 7        | Bianca Andreescu         | 5,321      | 0                | 10         | 5,331    | Vòng 1 thua trước Alizé Cornet                     |
| 6         | 8        | Serena Williams          | 4,931      | 1,300            | 10         | 3,641    | Vòng 1 bỏ cuộc trước Aliaksandra Sasnovich         |
| 7         | 9        | Iga Świątek              | 4,465      | 10               | 240        | 4,695    | Vòng 4 thua trước Ons Jabeur [21]                  |
| 8         | 13       | Karolína Plíšková        | 3,915      | 240              | 1,300      | 4,975    | Á quân, thua trước Ashleigh Barty [1]              |
| 9         | 11       | Belinda Bencic           | 4,205      | 130              | 10         | 4,085    | Vòng 1 thua trước Kaja Juvan                       |
| 10        | 10       | Petra Kvitová            | 4,215      | 240              | 10         | 3,985    | Vòng 1 thua trước Sloane Stephens                  |
| 11        | 12       | Garbiñe Muguruza         | 4,045      | 10               | 130        | 4,165    | Vòng 3 thua trước Ons Jabeur [21]                  |
| 12        | 14       | Victoria Azarenka        | 3,905      | 130              | 70         | 3,845    | Vòng 2 thua trước Sorana Cîrstea                   |
| 13        | 16       | Elise Mertens            | 3,685      | 240              | 130        | 3,575    | Vòng 3 thua trước Madison Keys [23]                |
| 14        | 17       | Barbora Krejčíková       | 3,683      | (30)†            | 240        | 3,893    | Vòng 4 thua trước Ashleigh Barty [1]               |
| 15        | 18       | Maria Sakkari            | 3,480      | 130              | 70         | 3,420    | Vòng 2 thua trước Shelby Rogers                    |
| 16        | 19       | Anastasia Pavlyuchenkova | 3,300      | 10               | 130        | 3,420    | Vòng 3 thua trước Karolína Muchová [19]            |
| 17        | 21       | Kiki Bertens             | 3,095      | 130              | 10         | 2,975    | Vòng 1 thua trước Marta Kostyuk                    |
| 18        | 20       | Elena Rybakina           | 3,123      | (100)†           | 240        | 3,263    | Vòng 4 thua trước Aryna Sabalenka [2]              |
| 19        | 22       | Karolína Muchová         | 2,876      | 430              | 430        | 2,876    | Tứ kết thua trước Angelique Kerber [25]            |
| 20        | 23       | Coco Gauff               | 2,805      | 280              | 240        | 2,765    | Vòng 4 thua trước Angelique Kerber [25]            |
| 21        | 24       | Ons Jabeur               | 2,510      | 10               | 430        | 2,930    | Tứ kết thua trước Aryna Sabalenka [2]              |
| 22        | 26       | Jessica Pegula           | 2,410      | 10               | 70         | 2,460    | Vòng 2 thua trước Liudmila Samsonova [WC]          |
| 23        | 27       | Madison Keys             | 2,405      | 70               | 240        | 2,575    | Vòng 4 thua trước Viktorija Golubic                |
| 24        | 25       | Anett Kontaveit          | 2,505      | 130              | 10         | 2,385    | Vòng 1 thua trước Markéta Vondroušová              |
| 25        | 28       | Angelique Kerber         | 2,240      | 70               | 780        | 2,950    | Bán kết thua trước Ashleigh Barty [1]              |
| 26        | 30       | Petra Martić             | 2,230      | 240              | 70         | 2,060    | Vòng 2 thua trước Irina-Camelia Begu               |
| 27        | 31       | Johanna Konta            | 2,157      | 430              | 0          | 1,727    | Rút lui do tiếp xúc gần với ca dương tính COVID-19 |
| 28        | 29       | Alison Riske             | 2,235      | 430              | 10         | 1,815    | Vòng 1 thua trước Tereza Martincová                |
| 29        | 32       | Veronika Kudermetova     | 2,100      | 70               | 10         | 2,040    | Vòng 1 thua trước Viktorija Golubic                |
| 30        | 33       | Paula Badosa             | 2,060      | 40               | 240        | 2,260    | Vòng 4 thua trước Karolína Muchová [19]            |
| 31        | 35       | Daria Kasatkina          | 2,030      | 10               | 70         | 2,090    | Vòng 2 thua trước Jeļena Ostapenko                 |
| 32        | 36       | Ekaterina Alexandrova    | 1,940      | 10               | 70         | 2,000    | Vòng 2 thua trước María Camila Osorio Serrano [Q]  |

†Tay vợt không vượt qua vòng loại ở giải đấu năm 2019. Thay vào đó, điểm tốt nhất của lần 16 sẽ được thay thế vào.

#### Tay vợt rút lui khỏi giải đấu
Dưới đây là những tay vợt được xếp loại hạt giống, nhưng rút lui trước khi giải đấu bắt đầu.
| Xếp hạng | Tay vợt        | Điểm trước | Điểm bảo vệ 2019 | Điểm sau | Lý do rút lui        |
| -------- | -------------- | ---------- | ---------------- | -------- | -------------------- |
| 2        | Naomi Osaka    | 7,346      | 10               | 7,336    | Không tham dự        |
| 3        | Simona Halep   | 6,330      | 2,000            | 4,330    | Chấn thương bắp chân |
| 15       | Jennifer Brady | 3,840      | 10               | 3,830    | Chấn thương chân     |

## Hạt giống đôi
| Hạt giống | Xếp hạng | Đội                   | Đội                    |
| --------- | -------- | --------------------- | ---------------------- |
| 1         | 4        | Nikola Mektić         | Mate Pavić             |
| 2         | 8        | Pierre-Hugues Herbert | Nicolas Mahut          |
| 3         | 9        | Juan Sebastián Cabal  | Robert Farah           |
| 4         | 17       | Marcel Granollers     | Horacio Zeballos       |
| 5         | 17       | Ivan Dodig            | Filip Polášek          |
| 6         | 23       | Rajeev Ram            | Joe Salisbury          |
| 7         | 35       | Jamie Murray          | Bruno Soares           |
| 8         | 36       | Łukasz Kubot          | Marcelo Melo           |
| 9         | 41       | Kevin Krawietz        | Horia Tecău            |
| 10        | 41       | Wesley Koolhof        | Jean-Julien Rojer      |
| 11        | 48       | Henri Kontinen        | Édouard Roger-Vasselin |
| 12        | 54       | Tim Pütz              | Michael Venus          |
| 13        | 57       | Sander Gillé          | Joran Vliegen          |
| 14        | 69       | Raven Klaasen         | Ben McLachlan          |
| 15        | 72       | Marcus Daniell        | Philipp Oswald         |
| 16        | 75       | Max Purcell           | Luke Saville           |

| Hạt giống | Xếp hạng | Đội                | Đội                 |
| --------- | -------- | ------------------ | ------------------- |
| 1         | 3        | Barbora Krejčíková | Kateřina Siniaková  |
| 2         | 7        | Tímea Babos        | Kristina Mladenovic |
| 3         | 13       | Hsieh Su-wei       | Elise Mertens       |
| 4         | 19       | Nicole Melichar    | Demi Schuurs        |
| 5         | 28       | Shuko Aoyama       | Ena Shibahara       |
| 6         | 33       | Alexa Guarachi     | Desirae Krawczyk    |
| 7         | 36       | Chan Hao-ching     | Latisha Chan        |
| 8         | 48       | Hayley Carter      | Luisa Stefani       |
| 9         | 54       | Sharon Fichman     | Giuliana Olmos      |
| 10        | 56       | Darija Jurak       | Andreja Klepač      |
| 11        | 70       | Laura Siegemund    | Vera Zvonareva      |
| 12        | 74       | Coco Gauff         | Caty McNally        |
| 13        | 86       | Nadiia Kichenok    | Raluca Olaru        |
| 14        | 90       | Asia Muhammad      | Jessica Pegula      |
| 15        | 98       | Viktória Kužmová   | Arantxa Rus         |
| 16        | 102      | Marie Bouzková     | Lucie Hradecká      |

### Đôi nam nữ
| Hạt giống | Xếp hạng | Đội                    | Đội                   |
| --------- | -------- | ---------------------- | --------------------- |
| 1         | 5        | Nicolas Mahut          | Kristina Mladenovic   |
| 2         | 12       | Mate Pavić             | Gabriela Dabrowski    |
| 3         | 24       | Wesley Koolhof         | Demi Schuurs          |
| 4         | 24       | Édouard Roger-Vasselin | Nicole Melichar       |
| 5         | 27       | Rajeev Ram             | Bethanie Mattek-Sands |
| 6         | 29       | Ivan Dodig             | Latisha Chan          |
| 7         | 35       | Neal Skupski           | Desirae Krawczyk      |
| 8         | 37       | Michael Venus          | Chan Hao-ching        |
| 9         | 39       | Kevin Krawietz         | Květa Peschke         |
| 10        | 41       | Raven Klaasen          | Darija Jurak          |
| 11        | 47       | Hugo Nys               | Hsieh Su-wei          |
| 12        | 52       | Fabrice Martin         | Alexa Guarachi        |
| 13        | 53       | Sander Gillé           | Hayley Carter         |
| 14        | 53       | Jean-Julien Rojer      | Andreja Klepač        |
| 15        | 54       | Ben McLachlan          | Ena Shibahara         |
| 16        | 56       | Marcus Daniell         | Sharon Fichman        |
| 17        | 55       | John Peers             | Zhang Shuai           |

- Bảng xếp hạng vào ngày 21 tháng 6 năm 2021.

## Nhà vô địch

### Đơn nam
- Novak Djokovic đánh bại  Matteo Berrettini, 6–7(4–7), 6–4, 6–4, 6–3

### Đơn nữ
- Ashleigh Barty đánh bại  Karolína Plíšková, 6–3, 6–7(4–7), 6–3

### Đôi nam
- Nikola Mektić /  Mate Pavić đánh bại  Marcel Granollers /  Horacio Zeballos, 6–4, 7–6(7–5), 2–6, 7–5

### Đôi nữ
- Hsieh Su-wei /  Elise Mertens đánh bại  Veronika Kudermetova /  Elena Vesnina, 3–6, 7–5, 9–7

### Đôi nam nữ
- Neal Skupski /  Desirae Krawczyk đánh bại  Joe Salisbury /  Harriet Dart, 6–2, 7–6(7–1)

### Đơn nam xe lăn
- Joachim Gérard đánh bại  Gordon Reid, 6–2, 7–6(7–2)

### Đơn nữ xe lăn
- Diede de Groot đánh bại  Kgothatso Montjane, 6–2, 6–2

### Đơn xe lăn quad
- Dylan Alcott đánh bại  Sam Schröder, 6–2, 6–2

### Đôi nam xe lăn
- Alfie Hewett /  Gordon Reid đánh bại  Tom Egberink /  Joachim Gérard, 7–5, 6–2

### Đôi nữ xe lăn
- Yui Kamiji /  Jordanne Whiley đánh bại  Kgothatso Montjane /  Lucy Shuker, 6–0, 7–6(7–0)

### Đôi xe lăn quad
- Andy Lapthorne /  David Wagner đánh bại  Dylan Alcott /  Sam Schröder, 6–1, 3–6, 6–4

### Đơn nam trẻ
- Samir Banerjee đánh bại  Victor Lilov, 7–5, 6–3

### Đơn nữ trẻ
- Ane Mintegi del Olmo đánh bại  Nastasja Schunk, 2–6, 6–4, 6–1

### Đôi nam trẻ
- Edas Butvilas /  Alejandro Manzanera Pertusa đánh bại  Daniel Rincón /  Abedallah Shelbayh, 6–3, 6–4

### Đôi nữ trẻ
- Kristina Dmitruk /  Diana Shnaider đánh bại  Sofia Costoulas /  Laura Hietaranta, 6–1, 6–2

## Điểm và tiền thưởng

### Phân phối điểm
Dưới đây là bảng phân bố điểm cho từng giai đoạn của giải đấu.

#### Vận động viên chuyên nghiệp
| Sự kiện | VĐ   | CK   | BK  | TK  | Vòng 1/16 | Vòng 1/32 | Vòng 1/64 | Vòng 1/128 | Q  | Q3 | Q2 | Q1 |
| Đơn nam | 2000 | 1200 | 720 | 360 | 180       | 90        | 45        | 10         | 25 | 16 | 8  | 0  |
| Đôi nam | 2000 | 1200 | 720 | 360 | 180       | 90        | 0         | —          | 25 | —  | 0  | 0  |
| Đơn nữ  | 2000 | 1300 | 780 | 430 | 240       | 130       | 70        | 10         | 40 | 30 | 20 | 2  |
| Đôi nữ  | 2000 | 1300 | 780 | 430 | 240       | 130       | 10        | —          | —  | —  | —  | —  |

#### Vận động viên xe lăn
| Sự kiện | VĐ  | CK  | 3   | 4   |
| Đơn     | 800 | 500 | 375 | 100 |
| Đôi     | 800 | 500 | 100 | —   |

#### Vận động viên trẻ
| Sự kiện     | VĐ   | CK  | BK  | TK  | Vòng 1/16 | Vòng 1/32 | Q  | Q3 |
| Đơn nam trẻ | 1000 | 600 | 370 | 200 | 100       | 45        | 30 | 20 |
| Đơn nữ trẻ  | 1000 | 600 | 370 | 200 | 100       | 45        | 30 | 20 |
| Đôi nam trẻ | 750  | 450 | 275 | 150 | 75        | —         | —  | —  |
| Đôi nữ trẻ  | 750  | 450 | 275 | 150 | 75        | —         | —  | —  |

### Tiền thưởng
Tổng số tiền của Giải quần vợt Wimbledon 2021 giảm 7.85% xuống £35,016,000.
| Sự kiện      | VĐ         | CK       | BK       | TK       | Vòng 1/16 | Vòng 1/32 | Vòng 1/64 | Vòng 1/1281 | Q3      | Q2      | Q1     |
| Đơn          | £1,700,000 | £900,000 | £465,000 | £300,000 | £181,000  | £115,000  | £75,000   | £48,000     | £25,500 | £15,500 | £8,500 |
| Đôi *        | £480,000   | £240,000 | £120,000 | £60,000  | £30,000   | £19,000   | £12,000   | —           | —       | —       | —      |
| Đôi nam nữ * | £100,000   | £50,000  | £25,000  | £12,000  | £6,000    | £3,000    | £1,500    | —           | —       | —       | —      |
| Đơn xe lăn   | £48,000    | £24,000  | £16,500  | £11,500  | —         | —         | —         | —           | —       | —       | —      |
| Đôi xe lăn * | £20,000    | £10,000  | £6,000   | —        | —         | —         | —         | —           | —       | —       | —      |
| Đơn quad     | £48,000    | £24,000  | £16,500  | £11,500  | —         | —         | —         | —           | —       | —       | —      |
| Đôi quad *   | £20,000    | £10,000  | —        | —        | —         | —         | —         | —           | —       | —       | —      |

*mỗi đội